# Semiothisa mesembrina
Semiothisa mesembrina är en fjärilsart som beskrevs av Eugen Wehrli 1940. Semiothisa mesembrina ingår i släktet Semiothisa och familjen mätare. Inga underarter finns listade i Catalogue of Life.